# Consell de la Generalitat Valenciana a la VIII Legislatura
El Consell de la Generalitat Valenciana en el període 2011-2015, correspon a la VIII legislatura del període democràtic.

## Cronologia
Després de les eleccions del 22 de maig de 2011 la candidatura encapçalada per Francesc Camps i Ortiz del PPCV obté la majoria absoluta amb 55 escons sobre els 44 que van obtindre la resta de partits a l'oposició: 33 del PSPV liderats per Jorge Alarte, 6 de la Coalició Compromís liderada per Enric Morera i 5 d'EUPV liderats per Marga Sanz.

## Dimissió del President
El dia 22 de juliol de 2011, tot i haver guanyat les eleccions autonòmiques menys de dos mesos abans, el President de la Generalitat Valenciana compareix davant els mitjans de comunicació per anunciar la seua dimissió, molt influenciada pel ressò mediàtic del cas Gürtel i presenta com a successor al llavors alcalde de Castelló Alberto Fabra.

## Dimissió del conseller Verdeguer i de la vicepresidenta Sánchez de León
La pujada de Mariano Rajoy i el Partit Popular al govern de l'Estat espanyol va tindre conseqüències en el Consell.
El divendres 20 de gener de 2012, el conseller d'Economia, Indústria i Comerç, Enrique Verdeguer, va deixar el seu càrrec en ser nomenat pel Consell de Ministres d'Espanya com a nou president d'ADIF. El seu successor, fet públic a la mateixa jornada, va ser en Máximo Buch Torralva.
Un mes abans, el 30 de desembre de 2011, la vicepresidenta Paula Sánchez de León també havia deixat el seu càrrec i el de consellera de Presidència a l'acceptar la plaça de delegada del govern espanyol al País Valencià.

## Dimissió del conseller Vela
El divendres 30 de novembre del 2012, dimití el conseller d'Hisenda José Manuel Vela. Durant la setmana anterior a la seua dimissió se succeïren les acusacions que durant una sessió plenària de les Corts Valencianes va facilitar a Rafael Blasco, investigat pel cas Cooperació, un document confidencial que el jutge havia demanat a la Intervenció General de la Generalitat tot i que el conseller nega en tot moment este extrem adduint que el document en cap cas forma part d'este informe que ell diu desconéixer.

## Remodelació del Consell de desembre de 2012
Tot just una setmana després de la dimissió de Vela, el president Alberto Fabra va remodelar el Consell, tot passant de deu a vuit conselleries.
Els canvis van ser els següents:
- A Sanitat, Manuel Llombart substitueix Luis Rosado.
- A Benestar Social, Asunción Sánchez substitueix Jorge Cabré.
- Juan Carlos Moragues és nomenat Conseller d'Hisenda i Administracions Públiques (la que ocupava Vela).
- Es fusionen Educació, Cultura i Esport en una única conselleria dirigida per Maria José Català. Lola Johnson surt del Consell.
- El vicepresident José Císcar es farà càrrec d'Agricultura, Pesca, Alimentació i Aigua, en substitució de Maritina Hernández. Císcar també és el portaveu del Consell.
- Serafín Castellano, conseller de Governació, suma la cartera de Justícia.
- Máximo Buch, conseller d'Economia, suma les carteres d'Ocupació i Turisme.

## Remodelació del Consell de maig-juny de 2014
Més aviat són dues remodelacions, ja que el president Fabra substitueix com a portaveu del Consell al conseller de Presidència i Agricultura, Pesca, Alimentació i Aigua José Císcar per la consellera d'Educació, Cultura i Esport Maria José Català. I 15 dies més tard torna a remodelar el consell cessant a Serafín Castellano de la Conselleria de Governació i Justícia i nomenant al nou conseller Luis Santamaría.

## Estructura del Consell
| Presidència del Consell | Presidència del Consell       |
| ----------------------- | ----------------------------- |
| 22 de juny de 2011      | Francesc Camps i Ortiz (PPCV) |
| 28 de juliol de 2011    | Alberto Fabra Part (PPCV)     |

| 22 de juny de 2011 | 2 de gener de 2012 | 23 de gener de 2012                                                                                                   | 7 de desembre de 2012                                                                                                 | 29 de maig de 2014                                         | 12 de juny de 2014                                         |                                                            |                                                            |                                                            |
| Vicepresident i Conseller de Presidència                                                                                      | Paula Sánchez de León Guardiola (PPCV)                                                                                | Paula Sánchez de León Guardiola (PPCV)                                                                                | José Císcar Bolufer (PPCV)                                                                                            | José Císcar Bolufer (PPCV)                                 | José Císcar Bolufer (PPCV)                                 | José Císcar Bolufer (PPCV)                                 | José Císcar Bolufer (PPCV)                                 |                                                            |
| Conseller d'Economia, Indústria, Ocupació, Turisme i Comerç Fins a desembre de 2012: Conseller d'Economia, Indústria i Comerç | Enrique Verdeguer Puig (Independent)                                                                                  | Enrique Verdeguer Puig (Independent)                                                                                  | Máximo Buch Torralva (Independent)                                                                                    | Máximo Buch Torralva (Independent)                         | Máximo Buch Torralva (Independent)                         | Máximo Buch Torralva (Independent)                         | Máximo Buch Torralva (Independent)                         |                                                            |
| Conseller d'Hisenda i Administració Pública                                                                                   | José Manuel Vela Bargues (Independent. Dimiteix el 30 de novembre. José Císcar ocupa el càrrec de manera provisional) | José Manuel Vela Bargues (Independent. Dimiteix el 30 de novembre. José Císcar ocupa el càrrec de manera provisional) | José Manuel Vela Bargues (Independent. Dimiteix el 30 de novembre. José Císcar ocupa el càrrec de manera provisional) | Juan Carlos Moragues Ferrer (Independent)                  | Juan Carlos Moragues Ferrer (Independent)                  | Juan Carlos Moragues Ferrer (Independent)                  | Juan Carlos Moragues Ferrer (Independent)                  | Juan Carlos Moragues Ferrer (Independent)                  |
| Conseller d'Educació, Cultura i Esport Fins a desembre de 2012: Conseller d'Educació, Formació i Ocupació                     | José Ciscar Bolufer (PPCV)                                                                                            | José Ciscar Bolufer (PPCV)                                                                                            | Maria José Català Verdet (PPCV)                                                                                       | Maria José Català Verdet (PPCV)                            | Maria José Català Verdet (PPCV)                            | Maria José Català Verdet (PPCV)                            | Maria José Català Verdet (PPCV)                            |                                                            |
| Conseller de Sanitat | Luis Rosado Bretón (Independent)                                                                                      | Luis Rosado Bretón (Independent)                                                                                      | Luis Rosado Bretón (Independent)                                                                                      | Manuel Llombart Fuertes (Independent)                      | Manuel Llombart Fuertes (Independent)                      | Manuel Llombart Fuertes (Independent)                      | Manuel Llombart Fuertes (Independent)                      | Manuel Llombart Fuertes (Independent)                      |
| Consellera de Infraestructures, Territori i Medi Ambient                                                                      | Isabel Bonig Trigueros (PPCV)                                                                                         | Isabel Bonig Trigueros (PPCV)                                                                                         | Isabel Bonig Trigueros (PPCV)                                                                                         | Isabel Bonig Trigueros (PPCV)                              | Isabel Bonig Trigueros (PPCV)                              | Isabel Bonig Trigueros (PPCV)                              |                                                            |                                                            |
| Consellera de Benestar Social Fins a desembre de 2012: Conseller de Justícia i Benestar Social                                | Jorge Cabré Rico (Independent)                                                                                        | Jorge Cabré Rico (Independent)                                                                                        | Jorge Cabré Rico (Independent)                                                                                        | Asunción Sánchez Zaplana (PPCV)                            | Asunción Sánchez Zaplana (PPCV)                            | Asunción Sánchez Zaplana (PPCV)                            | Asunción Sánchez Zaplana (PPCV)                            | Asunción Sánchez Zaplana (PPCV)                            |
| Conseller d'Agricultura, Pesca, Alimentació i Aigua                                                                           | Francisca Mercedes Hernández Miñana (PPCV)                                                                            | Francisca Mercedes Hernández Miñana (PPCV)                                                                            | Francisca Mercedes Hernández Miñana (PPCV)                                                                            | José Ciscar Bolufer (PPCV)                                 | José Ciscar Bolufer (PPCV)                                 | José Ciscar Bolufer (PPCV)                                 | José Ciscar Bolufer (PPCV)                                 | José Ciscar Bolufer (PPCV)                                 |
| Consellera de Turisme, Cultura, Esport Desapareguda al desembre de 2012                                                       | Dolores Johnson Sastre PPCV                                                                                           | Dolores Johnson Sastre PPCV                                                                                           | Dolores Johnson Sastre PPCV                                                                                           | La Conselleria desapareix, tot repartint les competències. | La Conselleria desapareix, tot repartint les competències. | La Conselleria desapareix, tot repartint les competències. | La Conselleria desapareix, tot repartint les competències. | La Conselleria desapareix, tot repartint les competències. |
| Conseller de Governació i Justícia Fins a desembre de 2012: Conseller de Governació                                           | Serafín Castellano Gómez (PPCV)                                                                                       | Serafín Castellano Gómez (PPCV)                                                                                       | Serafín Castellano Gómez (PPCV)                                                                                       | Serafín Castellano Gómez (PPCV)                            | Serafín Castellano Gómez (PPCV)                            | Luis Santamaría Ruiz (Independent)                         |                                                            |                                                            |
| Portaveu del Consell | Dolores Johnson Sastre (PPCV)                                                                                         | Dolores Johnson Sastre (PPCV)                                                                                         | José Císcar Bolufer (PPCV)                                                                                            | José Císcar Bolufer (PPCV)                                 | Maria José Català Verdet (PPCV)                            | Maria José Català Verdet (PPCV)                            |                                                            |                                                            |